# Sulchán Áruch
A Sulchán Áruch (héberül: שֻׁלְחָן עָרוּך, ’Terített asztal’) 16. századi zsidó törvény- és szertartásgyűjtemény. Összeállítója Joszéf Káró hispániai zsidó hittudós.

## Leírás
Joszéf Káró műve nem alap nélküli: elsősorban Jákob ben Áser (1269–1343) Árbá turim című hasonló gyűjteményére támaszkodott. Káró ben Áser művét először magyarázatokkal látta (Bét Jószéf), amelyekben ben Áser döntéseinek forrását megnevezte, az ellentmondásokat megpróbálta kiegyenlíteni, a tévedéseket helyreigazította, és újabb törvényeket gyűjtött össze. Ezekből a magyarázatokból készítette el fő művét, a Sulchán Áruchot, amelynél megtartotta ben Áser négyes rendszerű beosztását:
- I. Orach chajim – templomi, házi, ünnepi és böjti szertartások;
- II. Jóre déa –  étkezési, gyászolási, a régi pogányokról szóló, iskoláztatási és uzsoraszabályok;
- III. Ében háéser – házassági, válási törvények;
- IV. Chósén hámispot – magánjogi és bűnvádi intézkedések.

Az egyes rendszerek csoportokra (haláchot), ezen belül fejezetekre (szimán) és paragrafusokra (szeif) oszlanak. A Sulchán Áruch egyes paragrafusait többnyire Moses Isserles (1520–1572) lengyelországi rabbi jegyzetei (hágáhot, mápá) követik, amelyek kibővítik vagy szigorítják Káró döntéseit, és elsősorban az askenázik számára – így a magyarországi zsidóság számára is – irányadók.
Idővel kommentárok készültek a Sulchán Áruchhoz, amelyeket a lapok szélein találhatott meg az olvasó. A leghíresebb kommentárokat a következő személyek készítették el:
- Túré záháb David HaLevi Segaltól;
- Szifszé Kóhén Shabbatai HaKohentől;
- Mágén Ábráhám Avraham Gombinertől;
- Meirós éjnájim Kóhén Józsua Falktól;
- Chelkát Mechókék Mózes briszki (Litvánia) és Bét Sámuel fürthi rabbitól.

Nyomtatásban a Sulchán Áruch először 1565-ben jelent meg Velencében, majd számos kiadást ért, és léteznek kisebb, kivonatos kiadásai is. Legnagyobb része a 19. századra már elvesztette érvényét.

## Magyar nyelvű fordítások
A Sulchán Áruch napjainkig nem rendelkezik magyar nyelvű fordítással. Kisebb szemelvények jelentek meg belőle:
- Frisch Ármin: Szemelvények a Biblia utáni zsidó irodalomból, Pallas Irodalmi és Nyomdai Rt., Budapest, 1906 (reprint kiadás: Auktor Könyvkiadó, Budapest, 1993, ISBN 963-7780-24-6, 413 p), 271–280. oldal